# 슈퍼배드 (시리즈)

영어 로고

슈퍼배드는 유니버설 픽처스가 배급하고 일루미네이션이 제작한 애니메이션 미디어 프랜차이즈이다.

## 메인 시리즈
- 슈퍼배드
- 슈퍼배드 2
- 슈퍼배드 3
- 슈퍼배드 4

## 스핀오프 시리즈
- 미니언즈
- 미니언즈 2

## 기타
- 미니언 메이헴
- 미니언즈 (캐릭터)

## 단편 영화
- 우리 집 꾸미기

## 비디오 게임
- 미니언 러쉬
- 미니언즈 파라다이스